# Oliver Polkamp
Oliver Polkamp (Winsum, 4 juni 1987) is een Nederlands hockeyer.
Polkamp speelde in de jeugd jarenlang bij HDM in Den Haag en maakte zijn debuut in de Hoofdklasse in het seizoen 2008/09 in het shirt van stadgenoot Klein Zwitserland. Na de degradatie van KZ in 2009 keerde de verdediger weer terug naar HDM in de Overgangsklasse, maar promoveerde er in 2010 mee naar het hoogste niveau. In de zomer van 2011 na de degradatie van HDM, maakte Polkamp de overstap naar HC Rotterdam. Met deze club greep hij in 2012 net naast het landskampioenschap, maar in 2013 lukte het wel.
Bondscoach Paul van Ass voegde Polkamp op 25 maart 2013 toe aan de trainingsgroep van het Nederlands elftal in de voorbereiding op de World League hockey 2012/13 en het EK 2013. Hij maakte zijn officiële debuut in een oefeninterland op 23 april van dat jaar tegen Engeland (1-0 winst) in Rotterdam. Oliver Polkamp is een neef van hockeyster Sophie Polkamp die bij Amsterdam H&BC speelt en ook international is bij de vrouwen. 